# Bistum Mikkeli
Das Bistum Mikkeli (finn. Mikkelin hiippakunta) ist eines von neun Bistümern der evangelisch-lutherischen Kirche Finnlands. Bischofssitz ist der Dom von Mikkeli. Das Bistum Mikkeli umfasst den südöstlichen Teil Finnlands.

## Geschichte
Das Bistum Mikkeli wurde 1897 ursprünglich als Bistum Savonlinna mit dem Dom von Savonlinna als Bischofssitz gegründet. 1924 wurde der Bischofssitz nach Viipuri (das heutige Wyborg) verlegt und das Bistum Savonlinna in das Bistum Viipuri umgewandelt. Nachdem Finnland Viipuri nach dem Zweiten Weltkrieg an die Sowjetunion abtrat, wurde Mikkeli 1945 zum neuen Bischofssitz bestimmt.

## Ordinarien

### Bischöfe von Savonlinna
1. Gustaf Johansson (1897–1899)
2. Otto Immanuel Colliander (1899–1924)

### Bischöfe von Viipuri
1. Erkki Kaila (1925–1935)
2. Yrjö Loimaranta (1935–1942)
3. Ilmari Salomies (1943–1951)

### Bischöfe von Mikkeli
1. Martti Simojoki (1951–1959)
2. Osmo Alaja (1959–1978)
3. Kalevi Toiviainen (1978–1993)
4. Voitto Huotari (1993–2009)
5. Seppo Häkkinen (2009–2023)
6. Mari Parkkinen (ab 2023)

## Bistumsgliederung

Karte der Propsteien und Gemeinden des Bistums Mikkeli (2020)

Zum Bistum Mikkeli gehören 26 Gemeinden, die auf vier Propsteien aufgeteilt sind:
| 1. Dompropstei Etelä-Savon - Domgemeinde Mikkeli - Hirvensalmi - Juva - Kangasniemi - Mäntyharju - Pieksämäki - Puumala - Savonlinna | 2. Propstei Etelä-Karjala - Lappeenranta - Taipalsaari - Luumäki - Imatra - Rautjärvi - Ruokolahti | 3. Propstei Kymenlaakso - Kouvola - Kotka-Kymi - Pyhtää - Hamina | 4. Propstei Päijät-Häme - Lahti - Hollola - Asikkala - Orimattila - Heinola - Tainionvirta - Iitti |